# 美女プリン
『美女プリン』は、一部テレビ東京系列局で放送された視聴者参加型の恋愛バラエティ番組。テレビ東京では1995年1月5日から同年3月30日まで、毎週木曜 24:45 - 25:15に放送。

## 概要
『ねるとん紅鯨団』のミニ版といったもので、参加男性6人に対して参加女性は4人だった。男性は全員海パン姿で、女性は全員水着姿で参加していた。司会は柳沢慎吾と山下智美が担当。
内容は、まず参加男性全員がビデオレターで参加女性に自己紹介するという形で進行。その際に、女性は別室のモニターで男性全員をチェックしていた。その後にスタジオで対面し、女性4人は第一印象で気に入った男性に抱きついた。ここで女性が誰も来なかった男性2人は檻に入れられた。
次に行っていたのはクイズで、回答者は男性4人のみ。その際に女性4人はハリセンを持ち、気に入って抱きついた男性の後ろに立った。男性がクイズに正解すれば何も無いが、不正解であったり、答えられなかったりしたらハリセンで叩かれた。その後、男性4人は体を張ったゲームをしていた。その2つが終わるとトークタイムに入った。トークタイムからは、檻に入れられた男性2人も参加できた。
最後は告白タイムで、女性が1人ずつ壇上に上がり、司会者が「○○さんに告白したい人？」と言った後、告白したい男性が壇上に登っていった。なお、壇上に上がっていく坂は滑り台形式になっていた。OKであればカップル成立だが、NGであれば男性が滑り落ちていった。
なお、最初の選択権は女性にあり、抱きつかれた男性は自分に抱きついてくれた女性に高い確率で告白するので、女性は誰か1人からは告白されていた。
番組の収録はスタジオ内のみで行われていた。加えて放送期間が夏ではなく1月 - 3月だったので、出演者全員が海パンや水着姿であっても海やプールで収録することは無かった。

## 放送局
| 放送対象地域 | 放送局     | 系列           | 放送時間           | 放送期間                      |
| ------------ | ---------- | -------------- | ------------------ | ----------------------------- |
| 関東広域圏   | テレビ東京 | テレビ東京系列 | 木曜 24:45 - 25:15 | 1995年1月5日 - 1995年3月30日  |
| 愛知県       | テレビ愛知 | テレビ東京系列 | 水曜 24:50 - 25:20 | 1995年1月11日 - 1995年3月22日 |

| テレビ東京 木曜24:45枠 | テレビ東京 木曜24:45枠               | テレビ東京 木曜24:45枠 |
| 前番組                 | 番組名                               | 次番組                 |
| ---------------------- | ------------------------------------ | ---------------------- |
| 超恋愛遊戯             | 美女プリン （1995年1月 - 1995年3月） | がんばる!              |

| スタブアイコン | サブスタブ | この項目は、まだ閲覧者の調べものの参照としては役立たない、テレビ番組に関連した書きかけの項目です。この項目を加筆・訂正などしてくださる協力者を求めています（P:テレビ/PJ:放送または配信の番組）。 |